# Trellis

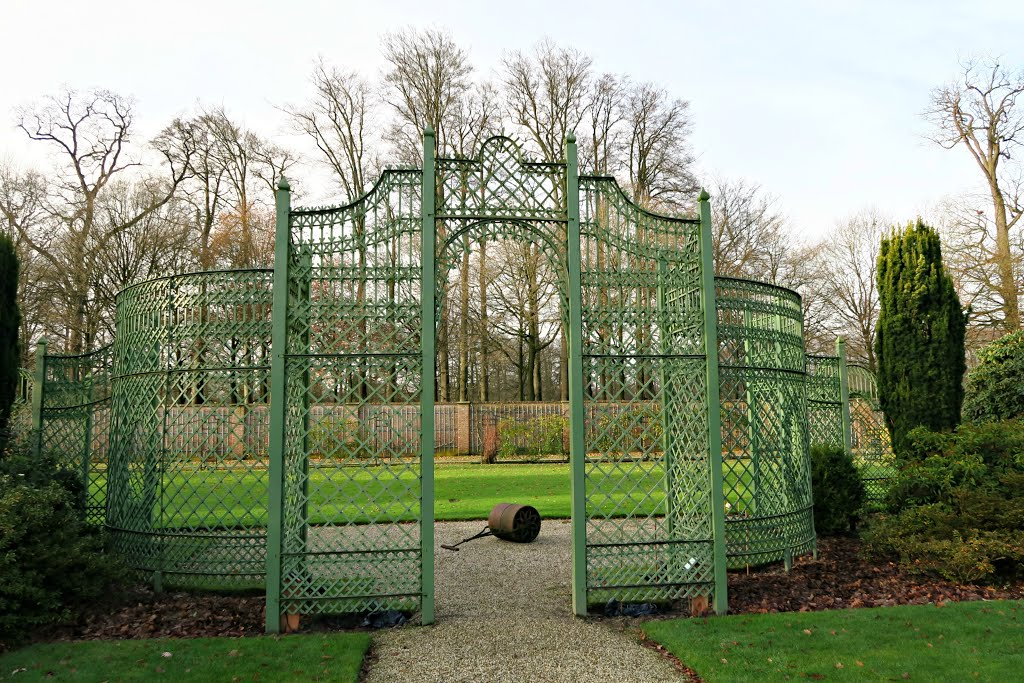
Een hek met trellis bij kasteel Middachten

Een trellis, treillage of latwerk is een rooster van kruisende latten waarmee complexere bouwkundige constructies voor het ondersteunen van klimplanten kunnen worden gemaakt. De term trellis is overgenomen uit het Engels en wordt daar ook voor vlechtwerk en rasterwerk gebruikt. De naam komt van het Latijnse woord trichila, een met wijnranken begroeid prieel. Ook de Franse woorden treille (prieel), treillis (traliehek) en treillage (latwerk) zijn hieraan ontleend. Het Nederlandse woord tralie is wederom van het Oudfranse woord traille afgeleid.
Er bestaan vele soorten constructies op basis van trellis voor verschillende standplaatsen en voor verschillende planten. Zij vinden niet alleen toepassing in tuinen en parken, maar ook in de fruitteelt en wijnbouw. Voorbeelden van latwerkconstructies zijn afrasteringen, plantenklimrekken (vrijstaand of aan een muur), rozenbogen, obelisken, pergolas en priëlen. De obelisk en andere latwerkconstructies werden al in 1669 beschreven in het boek Den Nederlandtse Hovenier van Jan van der Groen. Ook voor folly's (fantasiebouwwerken) en in de beeldende kunst wordt gebruikgemaakt van trellis.
Trellis worden niet alleen van houten latten gemaakt, maar ook van bamboestokken, ongezaagd natuurhout, draadwerk, metalen stijlen of stijlen van een ander materiaal. Het patroon kan ook verschillend zijn: ruitvormig, vierkant of een combinatie daarvan. In een tuin of in een park heeft een latwerkconstructie ook een decoratieve functie en hier speelt dan de stijl van de constructie een rol, bijvoorbeeld gotisch, Moors, victoriaans, palladiaans, modern, rustiek, oosters of islamitisch.

## Afbeeldingen (tuin, park)

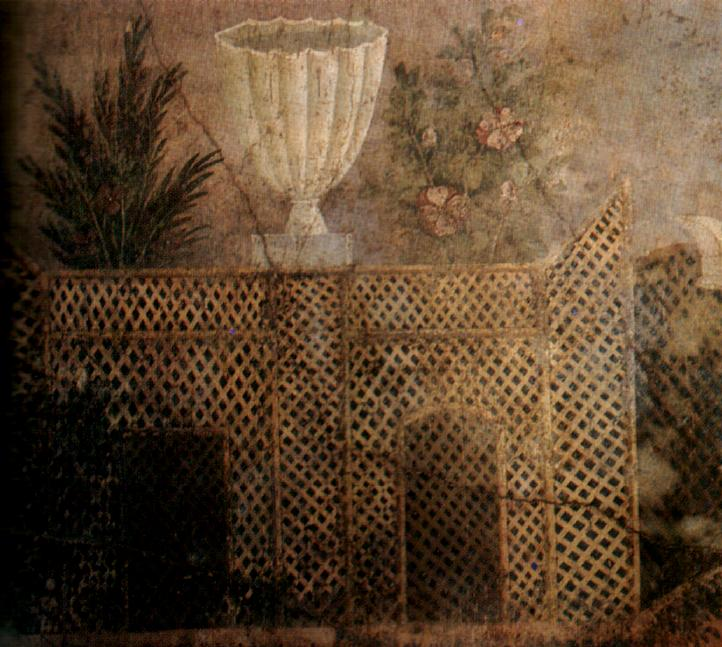
Detail van een fresco in een villa in Pompeï
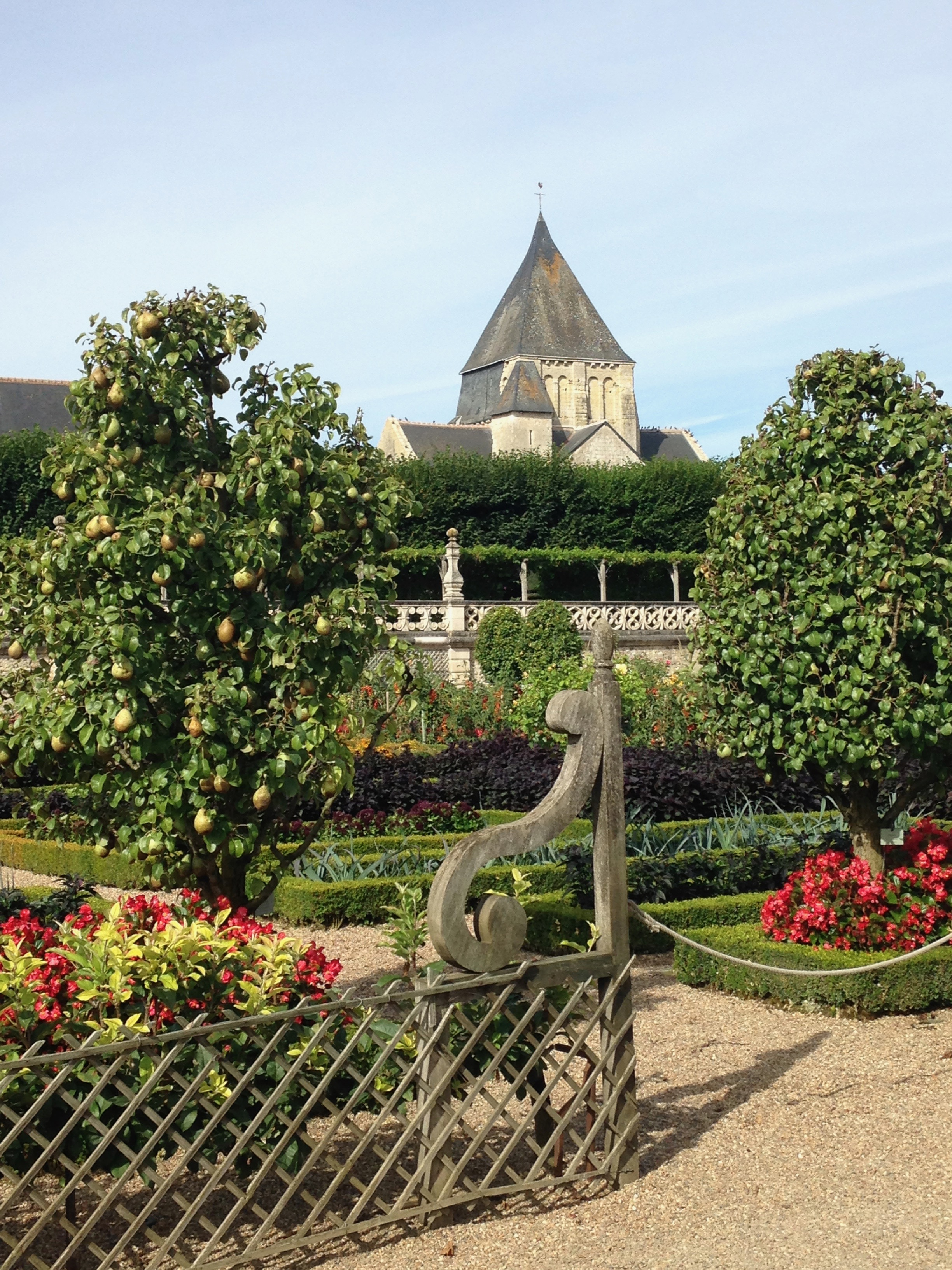
Hekwerk in de kasteeltuin van het kasteel van Villandry
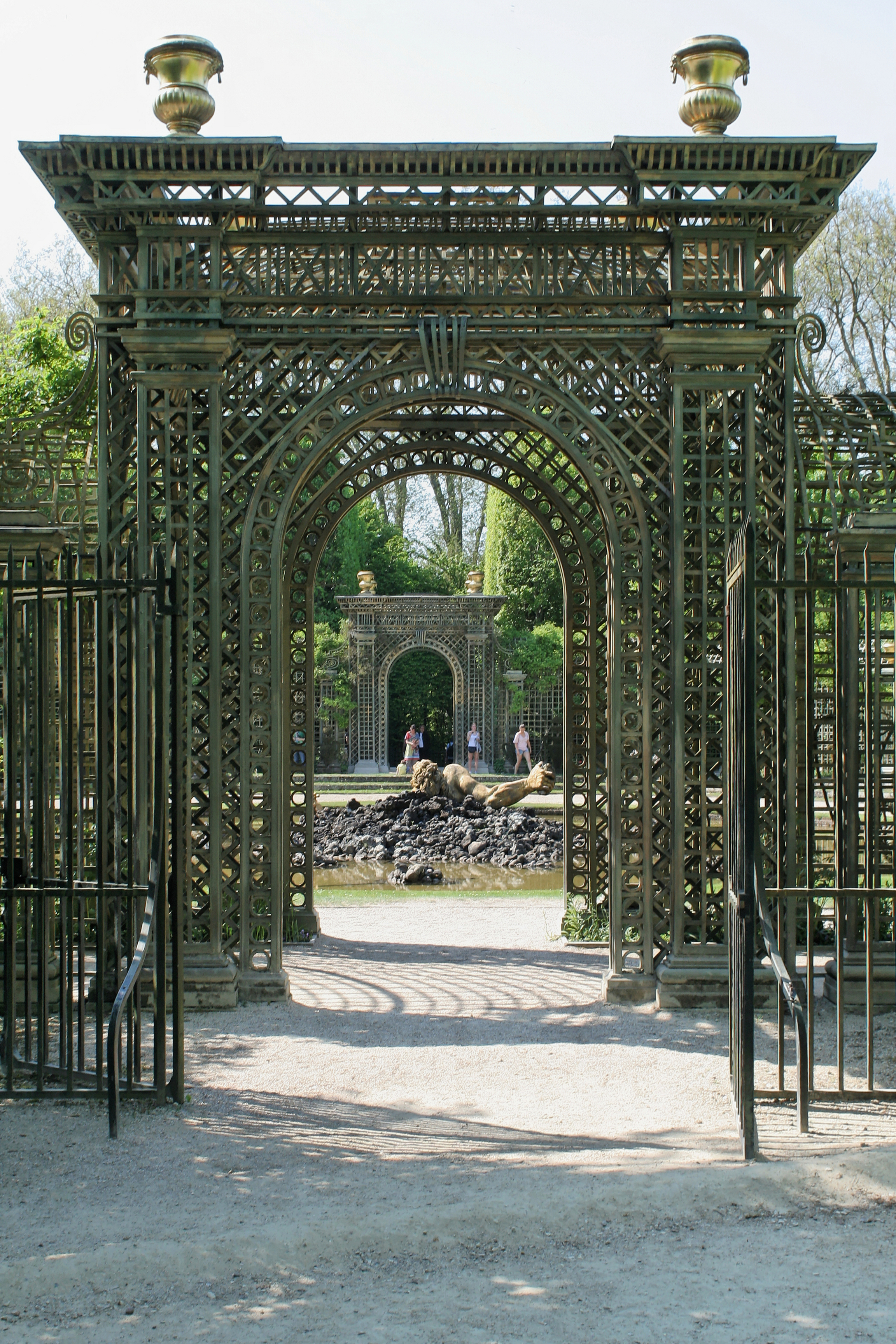
Trellis in het park van het kasteel van Versailles
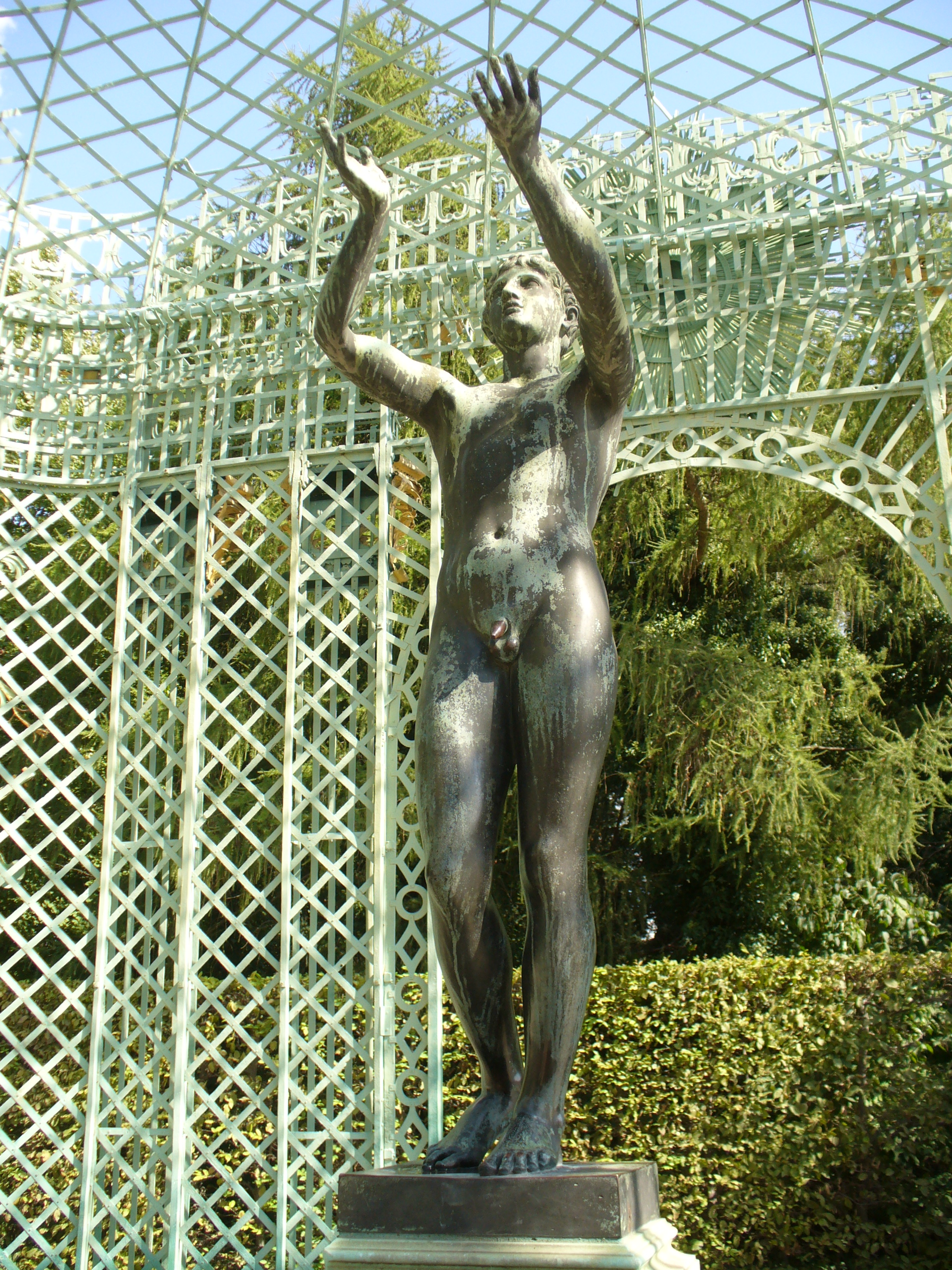
Paviljoen met rasterwerk bij slot Sanssouci
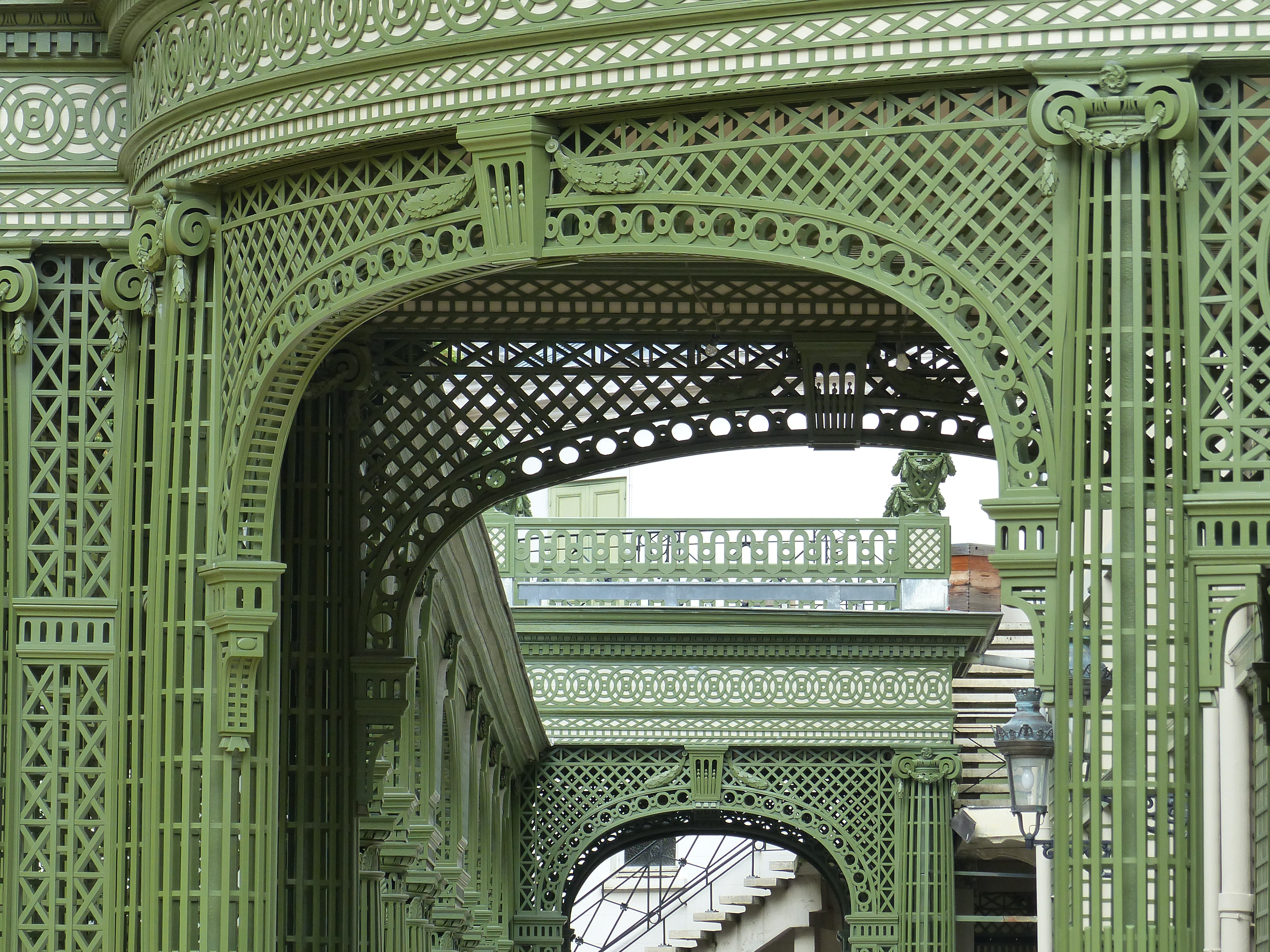
Trellisgalerij naast de Vauxhall van Brussel

## Afbeeldingen (fruitteelt, wijnbouw)

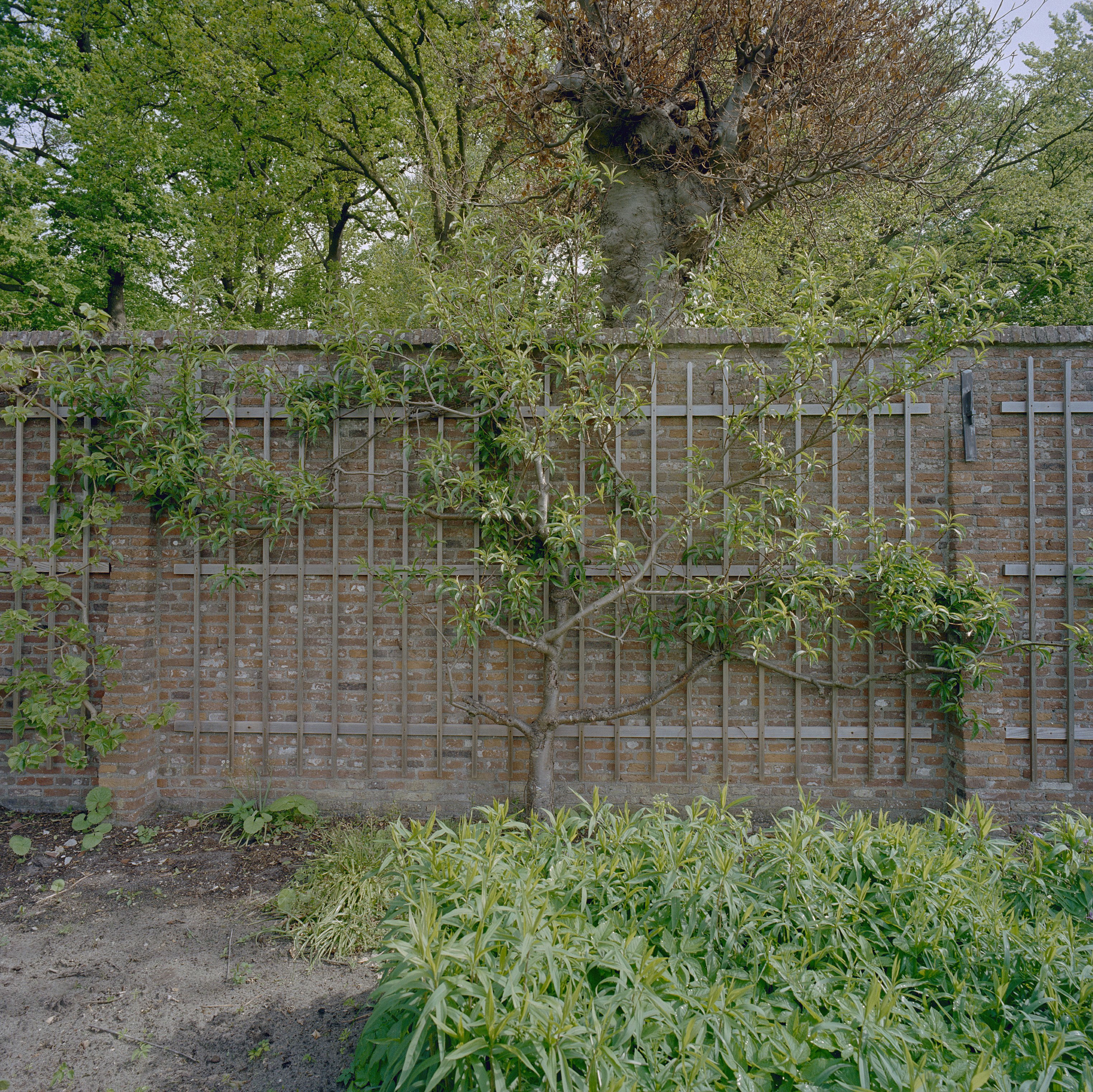
Muur met latwerk en leiboom
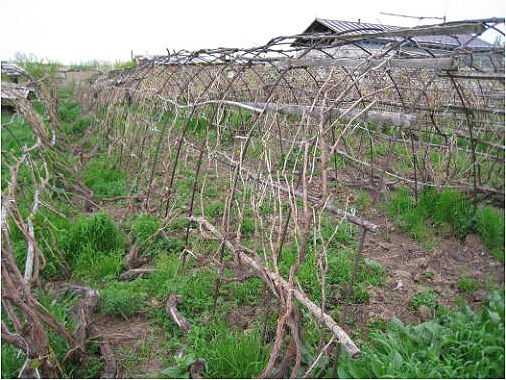
Wijnstoktunnel in Oezbekistan